# Sveinbjörn Egilsson
En aquest nom islandès, el darrer nom és un patronímic, no pas un cognom. La manera de referir-se a aquesta persona és pel nom de pila.
Sveinbjörn Egilsson (24 febrer 1791 – 17 August 1852) fou un teòleg islandès, classicista, mestre, traductor i poeta. És particularment conegut per la tasca que va fer durant el seu temps com a rector de l'Escola Erudita de Reykjavík (Lærði skólinn í Reykjavík), particularment les seves traduccions de l'Odissea i la Ilíada d'Homer a l'islandès.

## Biografia
Sveinbjörn va néixer a Innri-Njarðvík, a Gullbringusýsla, Islàndia. Era fill d'Egill Sveinbjarnarson, pagès ric però poc conegut. Sveinbjörn fou adoptat per Magnús Stephensen i va ser educat per diverses persones. El 1810 es va graduar sota la tutela d'Árni Helgason i el 1814 començà els seus estudis de teologia a la Universitat de Copenhaguen, graduant-s'hi el 1819. De retorn a Islàndia, va obtenir un càrrec al Bessastaðaskóli, i quan l'escola es traslladà a Reykjavík va ser-ne nomenat rector. Fou un dels fundadors de Fornfræðafélagið, una societat d'estudis clàssics.
Quan els problemes van sorgir a l'escola, amb els estudiants protestant per com els tractaven ("El Pereat"), Sveinbjörn abandonà Copenhaguen per buscar l'empara de les autoritats educatives daneses. Tot i que va rebre el seu suport, va deixar el seu càrrec de rector l'any 1851 i va morir un any més tard.
Sveinbjörn es va casar amb Helga Gröndal.

## Obra

### Traduccions
La seva matèria principal com a mestre era el grec. Durant el seu càrrec a l'escola, va treballar en diverses traduccions, traduint a l'islandès el Menó de Plató, i l'Odissea i la Ilíada d'Homer.
En la seva condició de membre de la Societat d'Estudis Antics, va traduir les sagues islandeses al llatí (Scripta historica Islandorum). Més tard va compilar un diccionari d'islandès skaldic, Lexicon Poëticum, el qual va formar la base del futur ensenyament de poesia islandesa antiga.
També traduí els Edda d'Snorri Sturluson al llatí publicant-ne el text original amb aclariments i comentaris.
Quan Sveinbjörn va morir, estava treballant en una traducció poètica de la Ilíada d'Homer a l'islandès. El seu fill, Benedikt Sveinbjarnarson Gröndal va acabar la tasca. Les seves traduccions en prosa són encara les úniques versions islandeses disponibles de la Ilíada i de l'Odissea.

### Obres originals
Sveinbjörn va escriure un diversos recoineguts poemes i himnes  islandesos, incloent les lletres a l'islandès de la nadala Heims um ból.

## Altres fonts
- Gudmundson, Finnbogi (1969) Sveinbjörn Egilsson og Carl Cristià Rafn (Odense Universitetes forlag)

## Obra
- Sveinbjörn Egilson: Lexicon poeticum antiquae linguae septentrionalis. Edidit Societas Regia Antiquariorum Septentrionalium. Hafniae: Typis J.D. Qvist & Comp., 1860.